# Plectofusulina
Plectofusulina es un género de foraminífero bentónico de la subfamilia Fusulinellinae, de la familia Fusulinidae, de la superfamilia Fusulinoidea, del suborden Fusulinina y del orden Fusulinida. Su especie tipo es Plectofusulina franklinensis. Su rango cronoestratigráfico abarca desde el Moscoviense hasta el Stephaniense inferior (Carbonífero superior).

## Discusión
Clasificaciones más recientes incluyen Plectofusulina en la subclase Fusulinana de la clase Fusulinata.

## Clasificación
Plectofusulina incluye a las siguientes especies:
- Plectofusulina amygdala †
- Plectofusulina coelocarnara †
- Plectofusulina franklinensis †
- Plectofusulina fusiformis †
- Plectofusulina manzanensis †
- Plectofusulina ovata †
- Plectofusulina portalensis †
- Plectofusulina rotunda †